# パワーパフガールズ ザ・ファイト・ビフォア・クリスマス
パワーパフガールズ ザ・ファイト・ビフォア・クリスマス（原題：Twas the Fight Before Christmas）とは 、テレビアニメ『パワーパフガールズ』のテレビスペシャルである。
アメリカではTV放送より前の2003年10月7日にDVDが発売され、同年12月12日にアメリカのカートゥーン ネットワークにて放送された。
日本では、カートゥーン ネットワークで毎年12月に放送される特別編成番組「カートゥーン スペシャル クリスマスパレード」枠内で放送される。

## キャスト
| 役名                                    | 英語                     | 日本語                     |
| --------------------------------------- | ------------------------ | -------------------------- |
| ブロッサム                              | キャシー・キャバディーニ | 麻生かほ里                 |
| バブルス                                | タラ・ストロング         | 南里侑香                   |
| バターカップ                            | エリザベス・デイリー     | 池田有希子                 |
| 博士                                    | トム・ケイン             | 安崎求                     |
| プリンセス                              | マリア・バンフォード     | 西村ちなみ                 |
| キーン先生                              | ジェニファー・ヘイル     | 込山順子                   |
| サンタクロース サンタクロースのおもちゃ | マイク・ベル             | 佐々木梅治                 |
| じいや                                  | ジェフ・ベネット         | 安崎求                     |
| エルフ                                  | ジェフ・ベネット         | 不明                       |
| 運転手                                  | ジェフ・ベネット         | 不明                       |
| ばあや                                  | クリスティーナ・プチェリ | 不明                       |
| 小さな男の子                            | カリ・ワールグレン       | 不明                       |
| ナレーター                              | トム・ケニー             | 小堺一機                   |
| その他                                  |                          | 竹本英史 佐藤晴男 庄司由季 |

## スタッフ
スタッフ
- 原作・製作総指揮 - クレイグ・マクラッケン
- 監督 - クレイグ・マクラッケン、ローレン・ファウスト
- 脚本 - ローレン・ファウスト、クレイグ・ルイス、クレイグ・マクラッケン、エイミー・キーティング・ロジャース
- スーパーバイジングディレクター - ローレン・ファウスト
- キャラクターデザイン - クリス・バトル
- 音楽 - ジェームズ・L・ヴェナブル
- プロデューサー - クリス・サヴィーノ
- 美術監督 - クレイグ・ケルマン
- 作画監督 - ロバート・アルバレス

日本語版制作スタッフ
- 演出 - 松岡裕紀
- 翻訳 - 瀬谷玲子
- 録音・調整 - 宮本浩
- 制作担当 - 小野寺徹、飯塚義豪（東北新社）
- プロデューサー - 伊藤文子（カートゥーン ネットワーク）
- 日本語版制作 - カートゥーン ネットワーク、東北新社

## 主題歌
オープニングテーマ - 「The Powerpuff Girls Main Theme」
作曲 - ジェームズ・L・ヴェナブル
エンディングテーマ - 「We Three Girls」（カラオケ版）
作詞・作曲 - 不明